# Dream 〜Disney Greatest Songs〜
『Dream 〜Disney Greatest Songs〜』（ドリーム
〜ディズニー・グレイテスト・ソングス〜）は、ウォルト・ディズニー社のアニメ、映画作品のカバーを含む主題歌・挿入歌・劇中歌集。2015年11月18日にエイベックス・エンタテインメントから洋楽盤と邦楽盤の2作が同時発売された。

## 洋楽盤

### 収録曲
CD
1. パート・オブ・ユア・ワールド - Carly Rae Jepsen (3:14)
作詞：Howard Ashman / 作曲：Alan Menken
  - アニメ映画『リトル・マーメイド』主題歌カバー。
2. 美女と野獣 - Celine Dion & Peabo Bryson (4:04)
作詞：Howard Ashman / 作曲：Alan Menken
  - アニメ映画『美女と野獣』』主題歌。
3. ホール・ニュー・ワールド - Peabo Bryson & Regina Belle (4:06)
作詞：Tim Rice / 作曲：Alan Menken
  - アニメ映画『アラジン』主題歌   カバー。
4. カラー・オブ・ザ・ウィンド - Vanessa Williams (4:17)
作詞：Stephen Schwartz / 作曲：Alan Menken
  - アニメ映画『ポカホンタス』主題歌。
5. サムディ - Eternal (4:19)
作詞：Stephen Schwartz / 作曲：Alan Menken
  - アニメ映画『ノートルダムの鐘』主題歌カバー。
6. リフレクション - Christina Aguilera (3:35)
作詞：David Zippel / 作曲：Matthew Wilder
  - アニメ映画『ムーラン』主題歌。
7. トゥルー・トゥ・ユア・ハート - 98 Degrees & Stevie Wonder (4:15)
作詞：David Zippel / 作曲：Matthew Wilder
  - アニメ映画『ムーラン』挿入歌。
8. ユール・ビー・イン・マイ・ハート - Phil Collins (4:17)
作詞・作曲：Phil Collins
  - アニメ映画『ターザン』主題歌。
9. ホエン・シー・ラヴド・ミー - Sarah McLachlan (3:04)
作詞・作曲：Randy Newman
  - アニメ映画『トイ・ストーリー2』挿入歌。
10. 想いを伝えて - Amy Adams (3:48)
作詞：Stephan Schwartz / 作曲：Alan Menken
  - アニメ映画『魔法にかけられて』挿入歌。
  - ジゼルの声優。
11. 輝く未来 - Mandy Moore & Zachary Levi (3:44)
作詞：Glenn Slater / 作曲：Alan Menken
  - アニメ映画『塔の上のラプンツェル』挿入歌。
  - ラプンツェルとフリン・ライダーの声優によるデュエットソング。
12. レット・イット・ゴー - Idina Menzel (3:43)
作詞・作曲：Kristen Anderson-Lopez、Robert Lopez
  - アニメ映画『アナと雪の女王』劇中歌。
  - エルサの声優。
13. 夢はひそかに - Lily James (1:58)
作詞：Jerry Livingston / 作曲：Mack David、Al Hoffman
  - 映画『シンデレラ』主題歌。
  - エラ / シンデレラの声優。
14. いつか王子様が - Ashley Tisdale (3:30)
作詞：Larry Morey / 作曲：Frank Churchill
  - アニメ映画『白雪姫』挿入歌カバー。
  - ボーナストラック
15. 星に願いを - *NSYNC (2:22)
作詞：Ned Washington / 作曲：Leigh Harline
  - アニメ映画『ピノキオ』主題歌カバー。
  - ボーナストラック
16. 愛を感じて - Elliott Yamin (5:23)
作詞：Tim Rice / 作曲：Elton John
  - アニメ映画『ライオン・キング』挿入歌カバー。
  - ボーナストラック

## 邦楽盤

### 収録曲
CD
1. いつか王子様が - Che'Nelle (3:32)
作詞：Larry Morey / 作曲：Frank Churchill
  - アニメ映画『白雪姫』挿入歌カバー。
2. 星に願いを - 矢沢永吉 (3:24)
作詞：Ned Washington / 作曲：Leigh Harline
  - アニメ映画『ピノキオ』主題歌カバー。
3. パート・オブ・ユア・ワールド - 今井美樹 (3:40)
作詞：Howard Ashman / 作曲：Alan Menken
  - アニメ映画『リトル・マーメイド』主題歌カバー。
4. 美女と野獣 - May J. with Chris Hart (3:54)
作詞：Howard Ashman / 作曲：Alan Menken
  - アニメ映画『美女と野獣』挿入歌カバー。
5. ホール・ニュー・ワールド - 倖田來未 & Peabo Bryson (6:04)
作詞：Tim Rice / 作曲：Alan Menken
  - アニメ映画『アラジン』主題歌カバー。
  - Peabo Brysonはオリジナル楽曲の歌唱者。
6. 愛を感じて - 三浦大知 (3:47)
作詞：Tim Rice / 作曲：Elton John
  - アニメ映画『ライオン・キング』挿入歌カバー。
7. ユール・ビー・イン・マイ・ハート - マーサ坂本 (4:17)
作詞・作曲：Phil Collins
  - アニメ映画『ターザン』日本語版主題歌。
8. 想いを伝えて - DANCE EARTH PARTY (4:02)
作詞：Stephan Schwartz / 作曲：Alan Menken
  - アニメ映画『魔法にかけられて』日本語版の挿入歌カバー。
9. 輝く未来 - AAA (3:49)
作詞：Glenn Slater / 作曲：Alan Menken
  - アニメ映画『塔の上のラプンツェル』日本語版の挿入歌カバー。
10. 自由への扉 - 中川翔子 (2:30)
作詞：Glenn Slater / 作曲：Alan Menken
  - アニメ映画『塔の上のラプンツェル』日本語版の挿入歌カバー。
  - 日本語版のラプンツェルの声優。
11. WONDER Volt - 木村カエラ (4:15)
作詞：木村カエラ / 作曲：渡邊忍
  - アニメ映画『フランケンウィニー』日本語版の挿入歌。
12. シュガー・ラッシュ - AKB48 (3:17)
作詞：秋元康 / 作曲：Jamie Houston
  - アニメ映画『シュガー・ラッシュ』全世界共通挿入歌[4]。
13. レット・イット・ゴー～ありのままで～ - 松たか子 (3:41)
作詞・作曲：Kristen Anderson-Lopez、Robert Lopez
  - アニメ映画『アナと雪の女王』日本語版の劇中歌[5]。
  - 日本語版のエルサの声優[5]。
14. いつか夢で - 大竹しのぶ (3:21)
作詞・作曲：Sammy Fain、Jack Lawrence
  - 映画『マレフィセント』日本語版の挿入歌[6]。
15. Story (English Version) - AI (4:51)
作詞：AI、2SOUL / 作曲：KEN for 2 SOUL
  - アニメ映画『ベイマックス』日本語版主題歌[7]。
16. 夢はひそかに (Duet version) - 高畑充希 & 城田優 (1:57)
作詞：Jerry Livingston / 作曲：Mack David、Al Hoffman
  - 映画『シンデレラ』日本語版の主題歌[8]。
  - 日本語吹替版のエラ / シンデレラとキット王子の声優によるデュエットソング[8]。